# Basalt (Colorado)
Basalt es un pueblo ubicado en el condado de Eagle en el estado estadounidense de Colorado. En el año 2000 tenía una población de 2681 habitantes y una densidad poblacional de 536,2 personas por km².

## Geografía
Basalt se encuentra ubicada en las coordenadas 39°22′6″N 107°2′18″O / 39.36833, -107.03833.

## Demografía
Según la Oficina del Censo en 2000 los ingresos medios por hogar en la localidad eran de $67.200, y los ingresos medios por familia eran $73.375. Los hombres tenían unos ingresos medios de $40.791 frente a los $30.532 para las mujeres. La renta per cápita para la localidad era de $30.746. Alrededor del 6,3% de la población estaban por debajo del umbral de pobreza.